# Stano Palúch
Stano Palúch (* 7. července 1977 Čadca) je slovenský hudebník - houslista a hudební aranžér,
který se věnuje hudbě mnoha žánrů (vážná resp. komorní hudba, jazz a swing, folk, pop-music,
bluegrass, lidová hudba).
Hru na housle vystudoval nejprve na konzervatoři v Žilině, poté studoval u Bohdana Warchala na bratislavské
VŠMU.

## Diskografie

### Sólista
- Michal Vavro & Stano Palúch: Acoustic Colours (G-Music 2003)
- Stano Palúch & Nothing But Swing Trio (Hevhetia, 2004)
- PaCoRa Trio (Palúch–Comendant–Ragan) (Hevhetia, 2005)

### Člen skupiny nebo host
- Teagrass: Moravské písně milostné (G-Music, 1998)
- G-Music: Prameny (G-Music, 2000)
- Teagrass: Večírek (Indies, 2002)
- Martin Stehlík: Knihám a labutím (Good Day Records, 2002)
- Peter Lipa: Beatles In Blue(s) (Indies, 2002)
- Robert Křesťan: 1775 básní Emily Dickinsonové (Venkow Records / Universal, 2002)
- Žofie Kabelková: Žiju (Indies, 2003)
- Mošny: Nebezpečí (AlCi, 2003)
- Luboš Malina: Afterparty (Good Day Records, 2004)
- Pavel Bobek: Muž, který nikdy nebyl in (Brothers Records, 2004)
- Druhá tráva: Good Morning, Friend (Universal Music, 2004)
- Zuzana Mojžišová (Pyramída, 2004)
- Ivo Viktorin: Vlna za vlnou (Indies, 2005)
- Eliška Ptáčková: About Beautiful Accoustic Sound (V. Ptáček, 2006)